# Naantali

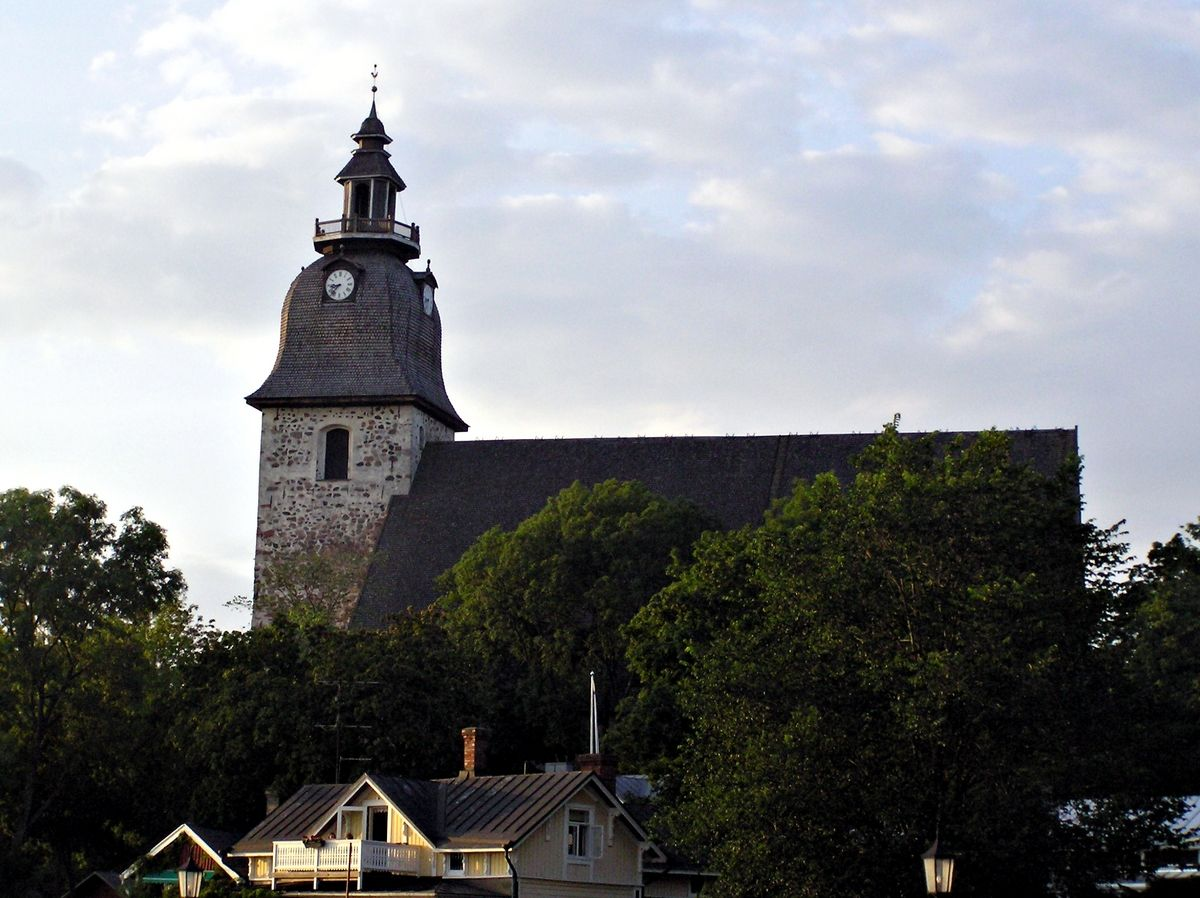
Església de Naantali

Naantali (en suec Nådendal) és un municipi de Finlàndia, situat a la província de Finlàndia Occidental i a la regió de Varsinais-Suomi. Es tracta d'un dels centres turístics més importants del país gràcies al fet que és una localitat costanera. En aquesta població hi té la residència d'estiu el president de la República i s'hi pot trobar el Moomin World, un dels parcs temàtics de més èxit dels països nòridcs.
També compta amb un important port comercial, una planta de generació d'energia i una refineria.